# Владимир Лукин
 Тази статия е за руския драматург.  За политика вижте Владимир Лукин (политик).  
Владѝмир Игна̀тиевич Лукѝн (на руски: Владимир Игнатьевич Лукин) е руски драматург и преводач.
Роден е на 19 юли (8 юли стар стил) 1737 година в Санкт Петербург в семейството на лакей в императорския двор. Служи в Преображенския лейбгвардейски полк и участва в Седемгодишната война, достигайки до званието майор, след което с покровителството на висшия придворен Иван Елагин заема различни постове в двора, издигайки се до действителен статски съветник. Активен участник е в масонски организации. Превежда и адаптира към руския бит френски театрални пиеси, застъпвайки се за използване в театъра на говорим език.
Владимир Лукин умира на 20 юли (9 юли стар стил) 1794 година в Санкт Петербург.